# Hôpital René-Huguenin
L'hôpital René Huguenin est un hôpital de l’Institut Curie, situé à Saint-Cloud dans les Hauts-de-Seine. Il a été créé le 1er janvier 2010 et baptisé en hommage à l'oncologue René Huguenin (1894-1955), par ailleurs père du romancier Jean-René Huguenin.
L'hôpital est partenaire de l'Université de Versailles-Saint-Quentin-en-Yvelines.